# Адріан Мазілу
Адріан Мазілу (рум. Adrian Mazilu, нар. 13 вересня 2005, Констанца, Румунія) — румунський футболіст, вінгер англійського клубу «Брайтон енд Гоув Альбіон».

## Ігрова кар'єра

### Клубна
Адріан Мазілу є вихованцем столичної Футбольної академії Георге Хаджі. На професійному рівні футболіст дебютував 9 листопада 2022 року у складі «Фарула» у кубковому матчі проти столичного «Рапіда». Мазілу вийшов на заміну на другий тайм і відзначився забитим голом. Через три дні вінгер провів свій перший матч в чемпіонаті країни. У своєму першому професійному сезоні Мазілу разом з клубом виграв титул чемпіона Румунії.
12 липня 2023 року Мазілу зіграв першу гру в єврокубках — у кваліфікації Ліги чемпіонів проти молдовського «Шерифа».
22 січня 2024 року керівництво англійського «Брайтон енд Гоув Альбіон» оголосило про підписання контракту з Адріаном Мазілу. І одразу футболіст був відправлений до кінця сезону в оренду у нідерландський «Вітесс», де провів три матчі в чемпіонаті Нідерландів.

### Збірна
З 2019 року Адріан Мазілу захищає кольори юнацьких та молодіжної збірної Румунії.

## Титули
Фарул
 Чемпіон Румунії: 2022/23